# Joseph Freeman (Mormone)

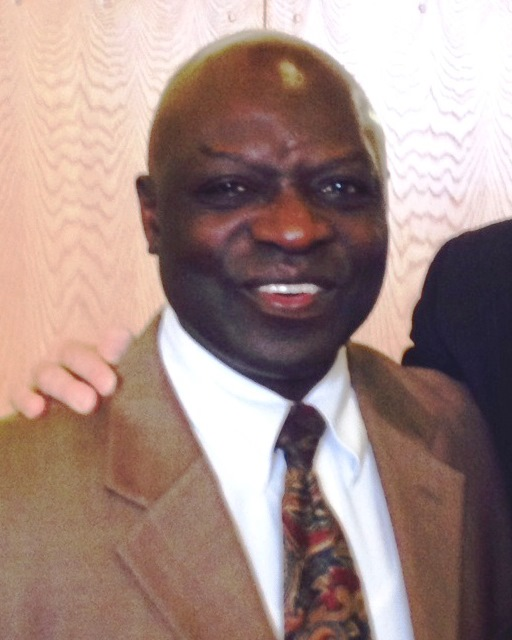
Joseph Freeman, Jr.

Joseph Freeman, Jr. (* 24. Juli 1952) ist ein US-amerikanischer Mormone. Er war der erste Afroamerikaner, der das Melchisedekische Priestertum erhielt und in der Kirche Jesu Christi der Heiligen der Letzten Tage, nach der Offenbarung zum Priestertum 1978, als Ältester eingesetzt wurde.

## Biographie
Freeman wurde in Vanceboro, North Carolina, geboren. Seine Eltern waren Rose Lee Smith und Joseph Freeman, Sr.
Im Alter von zehn Jahren wurde Freeman getauft und wurde ein Mitglied der Heiligungsbewegung. Dieser Glaube wurde von der Familie seines Vaters schon seit drei Generationen unterstützt. Nachdem er die Highschool abschloss bekam er eine Predigungserlaubnis und erfüllte seinen Kindheitstraum, ein Laienprediger in seinem Glauben zu werden.
Im Jahre 1972, im Alter von 19 Jahren, trat Freeman der Armee der Vereinigten Staaten bei und wurde in Hawaii stationiert. Während er in Hawaii war, wurde er unzufrieden mit der Gemeinde der Heiligungsbewegung, die er besuchte, und begann andere christliche Konfessionen zu studieren. Zu dieser Zeit traf er mehrere Mormonen, darunter ein Unteroffizier in seiner Einheit. Nach einigen Monaten, in denen er mit den Missionaren der Kirche Jesu Christi der Heiligen der Letzten Tage das Buch Mormon las und studierte, diese klärten ihn über das Priesterumsverbot für Schwarze auf, entschied er sich seinen vorherigen Glauben zu verlassen und wurde getauft und bestätigt als Mitglied der HLT-Kirche am 30. September 1973. Während seiner Untersuchungszeit des Mormonentums traf er Toe Isapela Leituala, die vor 6 Jahren in Samoa der Kirche beitrat. Die zwei heirateten am 15. Juni 1974. Im Jahre 1975 verließ Freeman die Armee und das Paar zog nach Salt Lake City.
Am 8. Juni 1978 gab die Erste Präsidentschaft bekannt, dass der Präsident der Kirche, Spencer W. Kimball, die Offenbarung zum Priestertum erhalten hatte.
Am 10. Juni 1978 traf sich die Priesterschaft des Pfahles und der Name Freeman wurde präsentiert und erhielt volle Zustimmung zur Ordinierung zum Melchisedekischen Priestertum. Am 11. Juni 1978 wurde Freeman als ein Ältester im Melchisedekischen Priestertum eingesetzt, genau drei Tage nach der Verkündigung der Offenbarung. Die Ordinierung wurde von seinem Bischof, Jay Harold Swain, vollzogen.
Dies war auch deshalb ungewöhnlich, weil normalerweise zuerst das Aaronische Priestertum vergeben wird und danach erst das Melchisedekische. Die Kirchenführung begründete dies mit der langen Zeit, die Freeman als guter Gläubiger verbracht hat und mit der Offenbarung selbst.
Am 23. Juli 1978 wurde Freeman mit seiner Frau und seinen zwei Söhnen, Alexander und Zechariah im Salt-Lake-Tempel gesiegelt. Thomas S. Monson war Vorsitzender in dieser Zeremonie.
Im Jahre 1986 zog Freeman nach Denver, wo er 15 Jahre als Hausmeister für den dortigen Tempel arbeitete. Er zog nach Salt Lake City zurück im Jahre 2001.
Nach 2001 zog Freeman ins Salt Lake Valley und diente dort einige Zeit als Bischof für die HLT-Kirche.

## Veröffentlichungen
- Joseph Freeman, Jr.: In the Lord’s due time. Bookcraft, Salt Lake City, Utah 1979, ISBN 0-88494-382-8 (archive.org).